# Кораки
Кора́ки — село в Україні, в Коростенському районі Житомирської області. Входить до складу Овруцької міської громади. Населення становить 47 осіб.

## Історія
У 1906 році Караки, хутір Покалівської волості Овруцького повіту Волинської губернії. Відстань від повітового міста 25 верст, від волості 20. Дворів 11, мешканців 65.